# Pignoletto
Pignoletto – odmiana winorośli właściwej o jasnej skórce, pochodząca z Włoch. Popularna w regionie Emilia-Romania, w okolicach Bolonii i Modeny. Chętnie przerabiana na wina jednoodmianowe o musującym charakterze.

## Charakterystyka
Odmiana była wzmiankowana w regionie już w 1654 jako uve pignole. Pliniusz Starszy wspominał o winie pino lieto, lecz trudno udowodnić, czy pochodziło z tej samej odmiany. Uchodzi za dalekiego krewnego rieslinga
Pignoletto jest plenne i rośnie bujnie. Dojrzewa dość późno.

## Wina
Odmiana jest podstawą jednoszczepowych wariantów win objętych apelacjami Colli Bolognesi DOC, Colli d'Imola DOC i Reno DOC. Producenci oferują różne wersje – od stołowego (secco), poprzez musujące frizzante i spumante po deserowe (passito).
Typowe wino jest słomkowe z zielonkawymi refleksami i migdałowym posmakiem. Większość wersji najlepiej pić jako wina młode, do 18 miesięcy. Nadaje się do picia jako aperitif oraz w zestawieniach z lekkimi przekąskami, piadiną, prostymi daniami rybnymi i gotowanymi tortellini. Wariant passito, o poziomie alkoholu przekraczającym 15%, dobrze komponuje się z ciasteczkami i pikantnymi serami. Istnieje także wersja superiore, z obowiązkowo zachowanym cukrem resztkowym.
Przepisy dopuszczają niewielki dodatek innych odmian, wśród których znajdują się: pinot nero, chardonnay, pinot blanc (typowe dla win musujących) oraz riesling italico i trebbiano romagnolo.

## Rozpowszechnienie
Winorośl dała nazwę apelacji DOC Pignoletto. W jej ramach wyróżnia się trzy strefy (podapelacje): Colli d'Imola, Modena i Reno. Pewne nieporozumienia w innych regionach wynikają z niejasnego statusu odmiany grechetto i braku jednoznacznego oznaczenia krzewów.
W 1982 roku pignoletto zajmowało 145 ha włoskich winnic. Popularność znacząco wzrosła w kolejnych dekadach: w 2000 roku było to już 6790 ha.

## Synonimy
Zgodność DNA została stwierdzona między pignoletto a winoroślami uprawianymi jako: grechetto di todi, pallagrello di caserta, rebola (w Emilii-Romanii) i ribolla riminese. Inne synonimy to aglionzina, alionzina, occhietto, pignolino, pulcinculo, strozzavolpe. Badania pozwoliły również na odrzucenie hipotez o tożsamości pignoletto m.in. z odmianami graševina, grechetto (grechetto di orvieto) – choć w tym przypadku pokrewieństwo jest bardzo bliskie, pallagrello bianco, pinot blanc i ribolla gialla.